# Bezirk Mattersburg
Der Bezirk Mattersburg (ungarisch Nagymartoni járás) ist ein politischer Bezirk des Burgenlandes in Österreich mit einer Fläche von 237,83 km².
Der Bezirksvorort Mattersburg wurde erst 1926 zur Stadt erhoben.
Im Dezember 2024 folgte Gerald Kögl Werner Zechmeister als Bezirkshauptmann nach.

## Angehörige Gemeinden
Der Bezirk Mattersburg umfasst 19 Gemeinden, darunter eine Stadt und fünf Marktgemeinden.

| Gemeinde                  | ungarisch        | kroatisch   | Lage | Ew    | km²   | Ew / km² | Gerichtsbezirk | Region | Typ             | Foto | Metadaten         |
| ------------------------- | ---------------- | ----------- | ---- | ----- | ----- | -------- | -------------- | ------ | --------------- | ---- | ----------------- |
| Antau                     | Selegszántó      | Otava       |      | 825   | 8,75  | 94       | Mattersburg    |        | Gemeinde        | ja   | Gem.Kennz.: 10616 |
| Bad Sauerbrunn            | Savanyúkút       | Kisela Voda |      | 2.305 | 2,35  | 981      | Mattersburg    |        | Gemeinde        | ja   | Gem.Kennz.: 10611 |
| Baumgarten                | Sopronkertes     | Pajngrt     |      | 926   | 6,96  | 133      | Mattersburg    |        | Gemeinde        | ja   | Gem.Kennz.: 10617 |
| Draßburg                  | Darufalva        | Rasporak    |      | 1.231 | 9,67  | 127      | Mattersburg    |        | Gemeinde        | ja   | Gem.Kennz.: 10601 |
| Forchtenstein             | Fraknó           | Fortnava    |      | 2.791 | 16,59 | 168      | Mattersburg    |        | Gemeinde        | ja   | Gem.Kennz.: 10602 |
| Hirm                      | Félszerfalva     |             |      | 1.091 | 3,11  | 350      | Mattersburg    |        | Gemeinde        | ja   | Gem.Kennz.: 10603 |
| Krensdorf                 | Tormafalu        | Kreništof   |      | 630   | 7,79  | 81       | Mattersburg    |        | Gemeinde        | ja   | Gem.Kennz.: 10619 |
| Loipersbach im Burgenland | Lépesfalva       |             |      | 1.232 | 8,54  | 144      | Mattersburg    |        | Gemeinde        | ja   | Gem.Kennz.: 10604 |
| Marz                      | Márcfalva        | Marca       |      | 2.108 | 17,40 | 121      | Mattersburg    |        | Gemeinde        | ja   | Gem.Kennz.: 10605 |
| Mattersburg               | Nagymarton       | Matrštof    |      | 7.527 | 28,20 | 267      | Mattersburg    |        | Stadt- gemeinde | ja   | Gem.Kennz.: 10606 |
| Neudörfl                  | Lajtaszentmiklós | Najderflj   |      | 4.971 | 9,01  | 552      | Mattersburg    |        | Markt- gemeinde | ja   | Gem.Kennz.: 10607 |
| Pöttelsdorf               | Petőfalva        |             |      | 765   | 7,86  | 97       | Mattersburg    |        | Gemeinde        | ja   | Gem.Kennz.: 10608 |
| Pöttsching                | Pecsenyéd        | Pecva       |      | 3.077 | 24,64 | 125      | Mattersburg    |        | Markt- gemeinde | ja   | Gem.Kennz.: 10609 |
| Rohrbach bei Mattersburg  | Fraknónádasd     | Orbuh       |      | 2.625 | 15,23 | 172      | Mattersburg    |        | Markt- gemeinde | ja   | Gem.Kennz.: 10610 |
| Schattendorf              | Somfalva         | Šundrof     |      | 2.388 | 12,12 | 197      | Mattersburg    |        | Markt- gemeinde | ja   | Gem.Kennz.: 10612 |
| Sieggraben                | Szikra           |             |      | 1.256 | 17,70 | 71       | Mattersburg    |        | Gemeinde        | ja   | Gem.Kennz.: 10613 |
| Sigleß                    | Siklós           | Cikleš      |      | 1.179 | 10,16 | 116      | Mattersburg    |        | Gemeinde        | ja   | Gem.Kennz.: 10614 |
| Wiesen                    | Rétfalu          | Bizmet      |      | 2.766 | 18,91 | 146      | Mattersburg    |        | Markt- gemeinde | ja   | Gem.Kennz.: 10615 |
| Zemendorf-Stöttera        | Zemenye-Selegd   |             |      | 1.290 | 12,83 | 101      | Mattersburg    |        | Gemeinde        | ja   | Gem.Kennz.: 10618 |

### Gemeindeänderungen seit 1945
- 1. Jänner 1971: Auflösung der Gemeinden Baumgarten im Burgenland und Draßburg – Zusammenschluss zur Gemeinde Draßburg-Baumgarten; revidiert am 1. Jänner 1991
- 1. Jänner 1971: Auflösung der Gemeinden Forchtenau und Neustift an der Rosalia – Zusammenschluss zur Gemeinde Forchtenau
- 1. Jänner 1971: Auflösung der Gemeinden Antau und Hirm – Zusammenschluss zur Gemeinde Hirm-Antau; revidiert am 1. Jänner 1991
- 1. Jänner 1971: Auflösung der Gemeinden Mattersburg und Walbersdorf – Zusammenschluss zur Gemeinde Mattersburg
- 1. Jänner 1971: Auflösung der Gemeinden Pöttelsdorf, Stöttera und Zemendorf – Zusammenschluss zur Gemeinde Pöttelsdorf
- 1. Jänner 1971: Auflösung der Gemeinden Krensdorf und Sigleß – Zusammenschluss zur Gemeinde Sigleß; revidiert am 1. Jänner 1998
- 1. Jänner 1972: Umbenennung der Gemeinde Forchtenau in Forchtenstein
- 1. Jänner 1987: Umbenennung der Gemeinde Sauerbrunn in Bad Sauerbrunn
- 1. Jänner 1991: Auflösung der Gemeinde Pöttersdorf – Aufteilung auf die Gemeinden Pöttelsdorf und Zemendorf-Stöttera[2]